# Hybomitra agora
Hybomitra agora är en tvåvingeart som beskrevs av Teskey 1987. Hybomitra agora ingår i släktet Hybomitra och familjen bromsar. Inga underarter finns listade i Catalogue of Life.